# مصطفى محمد
الشيخ مصطفى محمد مصطفى (أبو أحمد) هو داعية سلفي مصري. وهو المشرف العام على معهد سبيل المؤمنين بحلوان ومعهد إعداد الدعاة التابع لجماعة أنصار السنة بحلوان، ومدرس في معهد الأرقم بن أبي الأرقم بالمعادي،
وعضو مؤسس في الهيئة الشرعية للحقوق والإصلاح
.
وقد درس على الشيخ عطاء عبد اللطيف
.

## المؤهلات العلمية
الشيخ مصطفى محمد حاصل على:
1. بكالوريوس الهندسة من جامعة القاهرة
2. شهادة العالمية من كلية الشريعة الإسلامية جامعة الأزهر 1997

## المؤلفات والبحوث
من مؤلفات الشيخ
1. شرح منار السبيل (مجلدين)
2. مختصر معارج القبول (مجلدين)
3. أصول وتاريخ الفرق الإسلامية (مجلد)
4. تيسير العلام مختصر الاعتصام للشاطبي (مجلد)
5. عقد المرجان في أحكام رمضان
6. أشراط الساعة وفتن آخر الزمان، تحقيق أبو عبد الله أحمد بن سعد السماحي، دار ابن الأثير للنشر والتوزيع 1432 هـ. وهو عبارة عن محاضرات ألقاها الشيخ عام 1424 هـ

## الدروس
1. للشيخ درس يومي بمسجد الزاوية بحلوان يدرس فيه الكافي في فقه الإمام أحمد بن حنبل بعد صلاة الفجر
2. يدرس العقيدة في معهد سبيل المؤمنين بحلوان يوم السبت بمسجد المراغي
3. يدرس العقيدة والفقه وأصوله في معهد الأرقم بن أبي الأرقم في المعادي[4]

ومن الأشرطة المسموعة له:
1. سلسلة شرح كتاب الاعتصام للشاطبي
2. سلسلة شرح معارج القبول للحكمي
3. سلسلة أحكام الحج والعمرة
4. سلسلة نزول عيسى عليه السلام
5. سلسلة فتن آخر الزمان
6. سلسلة علامات الساعة الكبرى

## روابط خارجية
- مصطفى محمد على موقع أرشيف الشارخ.
- ترجمة الشيخ مصطفى محمد مصطفى، شبكة طريق السلف
- ترجمة الشيخ/ مصطفى بن محمد بن مصطفى، الأكاديمية الإسلامية المفتوحة
- معهد سبيل المؤمنين بحلوان
- معهد الأرقم بن أبي الأرقم
- كلمة الشيخ مصطفى محمد عن الهيئة الشرعية للحقوق والإصلاح على يوتيوب
- الشيخ مصطفى محمد مصطفى مصطفى محمد  على فيسبوك.على فيس بوك